# Драматург
Драматург је стручњак за драмску уметност и књижевност који ради у позоришту, на филму, радију или телевизији као стручни саветник, адаптатор текстова, истраживач и креативни сарадник. Улога драматурга је комплексна и може варирати од позоришне куће до продукције, али у основи обухвата рад на драмском тексту и стварање контекста за позоришну представу или друго сценско дело.

## Дефиниција
Посао драматурга може бити веома разнолик. У најширем смислу, драматург је "експерт за причу" унутар позоришта или продукцијског тима. Његова главна улога је да обезбеди текстуалну, теоријску и историјску подлогу за уметнички процес.
У позоришту, драматург често бира комаде за репертоар, предлаже их управи и редитељима, ради на адаптацији и обради текстова, и пише материјале за програмске књижице.
У оквиру једне представе, он је главни сарадник редитеља. Његов посао је да истражи историјски и друштвени контекст комада, анализира структуру и ликове, и помаже глумцима и редитељу да боље разумеју дело. Често се назива и "првим гледаоцем" или "интерним критичарем" представе.

### Разлика између драматурга и драмског писца
Иако се у српском језику термини драматург и драмски писац често поистовећују, и иако иста особа може обављати обе функције, постоји суштинска разлика:
- Драмски писац (или драматичар) је аутор који пише оригиналне драмске текстове.
- Драматург је стручњак који ради на постојећем тексту (било да је класичан или савремени), анализира га, адаптира, контекстуализује и припрема за сценско извођење.

## Задаци драматурга
У зависности од контекста, драматург може имати неколико врста посла:
- Институционални драматург: Запослен у позоришту, одговоран је за репертоарску политику. Он чита и предлаже нове текстове, комуницира са писцима и преводиоцима и учествује у дугорочном планирању програма позоришта.
- Продукциони драматург: Ангажован је на конкретној представи. Помаже редитељу и глумцима у разумевању комада, врши истраживања, припрема материјале за публику и понекад прилагођава текст потребама сцене.
- Драматург у развоју новог текста: Ради директно са драмским писцем на развоју новог драмског дела, пружајући конструктивне повратне информације о структури, ликовима и дијалогу.

## Историјски развој професије
Професија драматурга у модерном смислу утемељена је у XVIII веку у Немачкој. Готхолд Ефраим Лесинг, ангажован као драматург у Хамбуршком националном позоришту, својим теоријским радом ("Хамбуршка драматургија") дефинисао је улогу драматурга као књижевног и позоришног саветника и критичара. Касније, у XX веку, Бертолт Брехт је даље развио улогу драматурга у оквиру свог епског позоришта, где је драматург био кључни интелектуални сарадник у стварању политички ангажованих представа. Данас је ова професија стандард у већини европских позоришта.

## Образовање
У Србији, образовање за занимање драматурга стиче се на Факултету драмских уметности у Београду, на Катедри за драматургију. Ова катедра, основана 1960. године, образује студенте за рад на позоришту, филму, радију и телевизији, и представља главни центар за развој ове професије у земљи. Студије драматургије постоје и на Академији уметности у Новом Саду а постојале су и на Академији уметности Алфа БК универзитета.

## Драматургија у Србији
Српска драматургија има богату традицију, а улога драматурга се често преплиће са улогом драмског писца, сценаристе и позоришног критичара. Многи истакнути српски књижевници и позоришни ствараоци дали су значајан допринос као драматурзи у позориштима.
Неки од значајних српских драмских писаца и драматурга су (избор):
- Јован Стерија Поповић
- Бранислав Нушић
- Александар Поповић
- Душан Ковачевић
- Јован Христић
- Вида Огњеновић
- Синиша Ковачевић
- Биљана Србљановић
- Небојша Ромчевић
- Стеван Копривица
- Тадија Милетић